# 1871 au théâtre
| Années du théâtre : 1868 - 1869 - 1870 - 1871 - 1872 - 1873 - 1874    |
| Décennies du théâtre : 1840 - 1850 - 1860 - 1870 - 1880 - 1890 - 1900 |

## Événements
- Inauguration du Grand Théâtre d'Angers.
- Le théâtre des Tuileries à Paris, construit en 1660 dans le palais des Tuileries, est incendié lors de la Commune de Paris[1].

## Pièces de théâtre publiées
- La Forêt d'Alexandre Ostrovski, dans la revue Otechestvennye Zapiski, vol. 194, no 1

## Pièces de théâtre représentées
- 1er novembre : La Forêt d'Alexandre Ostrovski, Saint-Petersbourg, théâtre Alexandrinski

## Décès
- 13 décembre : Alexandre-Marie Maréchalle, auteur dramatique français, mort le 27 mai.